# NATO Response Force

Stemma della NRF

La NATO Response Force (NRF) era la forza di risposta rapida della NATO, costituita nel vertice di Praga del 22 novembre 2002 e attiva fino al 2024. 
Era composta da unità di terra, marittime, aeree e speciali multinazionali, impiegabili in qualsiasi parte del mondo e in una vasta gamma di operazioni: guerra convenzionale, risposta alle crisi e difesa collettiva del trattato NATO. 
Dal 2015, aveva la capacità di schierare in zona di operazioni, entro cinque giorni dall'attivazione, una grande unità elementare a livello di brigata interforze, la Very High Readiness Joint Task Force (VJTF), cosiddetta "spearhead force" (forza "punta di lancia"). 
Il comando strategico della NRF era gestito dal Supreme Headquarters Allied Powers Europe e poteva essere attivato in seguito alla decisione del Consiglio Nord Atlantico, organo politico dell'Alleanza.
La NRF comprendeva fino a quarantamila soldati e aveva in programma di aumentare la sua forza a oltre cinquecentomila soldati. Dopo l'invasione russa dell'Ucraina nel 2022, la NRF è stata trasferita sul fianco orientale della NATO. L'idea alla base della NRF è stata quindi ulteriormente sviluppata in tempi successivi come parte di un nuovo modello di forza alleata e ha portato infine alla sostituzione della NRF stessa con la neonata Allied Reaction Force (ARF), a metà del 2024.

## Caratteristiche
La NRF era pensata per fornire una rapida risposta militare alle crisi nascenti, con compiti di difesa collettiva dei paesi membri o in operazioni di risposta ad altre crisi (CRO), ed era basata su un sistema di rotazione, in cui le nazioni alleate, singolarmente e congiuntamente, avevano la responsabilità della componente terrestre, aerea, marittima e di forze speciali per un periodo di dodici mesi. La partecipazione alla NRF era preceduta dalla preparazione delle forze armate della nazione guida (Framework Nation), seguita dall'addestramento in esercitazione con altre nazioni in forze multinazionali.
Il Comando Strategico era tenuto dal SACEUR (Comandante Supremo degli Alleati in Europa) attraverso il Supreme Headquarters Allied Powers Europe e l'Allied Command Operations (Comando Operazioni Alleate), mentre il Comando Operativo era tenuto alternativamente dall'Allied Joint Force Command Brunssum e Allied Joint Force Command Naples.
Era costituita da una forza di quarantamila uomini, equipaggiati con materiali di alta tecnologia, in grado di essere dispiegata in qualsiasi parte del mondo nel giro di un mese.

## Organizzazione
Gli assetti forniti alla NRF per il 2016 erano:
- Comando Strategico della Allied Joint Force Command Brunssum;
- Componente terrestre - NATO Rapid Deployable Corps - Spain, Esercito Spagnolo;
- Componente marittima - United Kingdom Maritime Force, Marina Britannica;
- Componente aerea - Italian Joint Force Air Component Command, Aeronautica Militare;
- Componente forze speciali – United States Special Operations Command Europe, Forze speciali USA;
- Componente Logistica – Joint Logistics Support Group JFC Brunssum;
- Componente NBCR - Multinational Chemical Biological Radiological Nuclear Battalion, Forze armate Polacche.

### Struttura
La struttura della NRF è così composta:
- Command and Control : basato su un quartier generale della Joint Task Force dispiegabile.
- Very High Readiness Joint Task Force (VJTF) : forza ad alta prontezza che può schierarsi ovunque sia necessario con breve preavviso.
- Initial Follow On Forces Group (IFFG) : forze ad alta prontezza che possono schierarsi al seguito della VJTF, in risposta a una crisi.
- Response Forces Pool (RFP) : un ampio spettro di capacità militari che comprende comando e controllo, forze di combattimento e unità di supporto, tratte dalle forze nazionali dei membri della NATO e degli alleati non membri.

## Storia

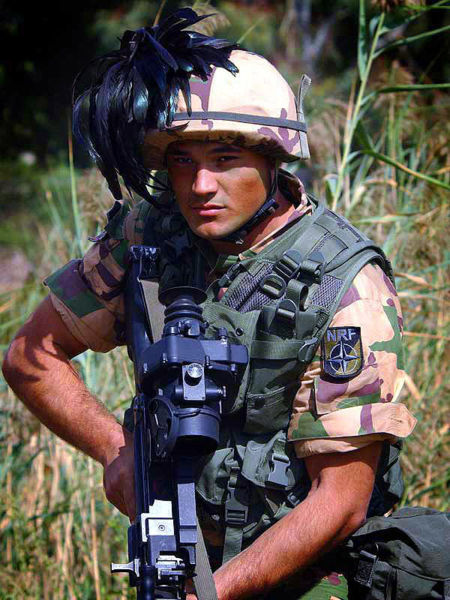
Bersagliere italiano della NATO Response Force, nel 2008

La NATO Response Force è stata mobilitata in diverse occasioni: le Olimpiadi di Atene del 2004, le elezioni in Iraq, gli aiuti umanitari all'Afghanistan, gli aiuti umanitari in occasione dell'uragano Katrina e gli aiuti umanitari al Pakistan in occasione del Terremoto nel subcontinente indiano dell'ottobre 2005.
Nel marzo 2008, alla NATO Response Force si è unita la Finlandia. Le sue forze, nel tempo, hanno incluso unità di diversi partner non membri della NATO, tra cui Svezia (dal 2013),  Ucraina (dal 2014), e Georgia (dal 2015).

### Very High Readiness Joint Task Force
Nel 2014, in seguito alla Crisi della Crimea, è stato deciso dall'Alleanza di costituire all'interno della NRF, elevata da venticinquemila a quarantamila militari, un'unità interforze di rapidissima reazione, la Very High Readiness Joint Task Force (VJTF), cosiddetta "spearhead force" o "punta di lancia".
Si trattava di una brigata di terra multinazionale di cinquemila militari, con forze marittime, aeree e speciali disponibili e con altre due brigate di rinforzo pronte in stand-by, capace di schierare le avanguardie in due o tre giorni e il resto in cinque giorni; era il primo dei provvedimenti presi all'interno del nuovo Readiness Action Plan, il piano che designava la dottrina militare NATO alla luce soprattutto del comportamento della Russia in Crimea.

### Invasione russa dell'Ucraina del 2022
Le unità assegnate alla NRF sono state utilizzate solo per i soccorsi e la sicurezza in caso di calamità fino al febbraio 2022, quando le truppe russe sono state ammassate ai confini dell'Ucraina, e varie unità assegnate alla NATO Response Force sono state allertate o schierate.
L'11 febbraio 2022, una brigata di circa 4 700 soldati dell'82nd Airborne Division dell'esercito statunitense è stata inviata in Polonia mentre uno squadrone del 2nd Cavaly Regiment Stryker Brigade è stato trasferito in Romania dalla Caserma "Rose" di Vilseck.
Il 16 febbraio 2022, 8 500 soldati di alcune delle unità statunitensi a disposizione della NATO Response Force sono stati allertati per un possibile dispiegamento a rotazione nell'area di competenza dell'EUCOM.
Il 25 febbraio 2022, settemila soldati di una tranche di 8 500, inclusa la 3rd Infantry Division, sono stati schierati in Germania.
Per la prima volta in decenni, tre brigate pesanti statunitensi vengono contemporaneamente messe a disposizione dell'EUCOM (3rd Infantry Division, 1st Infantry Division, 82nd Airborne Division).
Due quartier generali avanzati, il V Corps e il XVIII Airborne Corps, sono stati insediati rispettivamente a Poznań, in Polonia, e a Wiesbaden, in Germania, se dovesse sorgere la necessità di una risposta proporzionata alle minacce per gli Stati membri della NATO.
Dopo il vertice straordinario della NATO, tenuto in modalità virtuale il 25 febbraio 2022, il Segretario generale Jens Stoltenberg ha dichiarato che la leadership dell'Alleanza aveva deciso di schierare parte della NATO Response Force presso i paesi membri dell'Europa orientale e che la Very High Readiness Joint Task Force, guidata dalla Francia, avrebbe fatto parte delle unità inviate. È la prima volta che la NATO Response Force viene attivata mobilitando sino a quarantamila soldati. Vari paesi della NATO hanno richiesto consultazioni urgenti in base all'articolo 4 del Patto Atlantico.
Prima del vertice NATO di Madrid (29-30 giugno 2022), il Segretario generale Jens Stoltenberg ha annunciato il piano per aumentare la NATO Response Force a oltre trecentomila soldati, come poi approvato a conclusione del vertice.
Contemporaneamente, tra il mare del Nord e il mar di Norvegia è stata schierata la Cold Responce force, una task force anfibia e per il 2024 la portaerei Garibaldi diviene la nave di bandiera della NATO Response Force..
NRDC-ITA è stato sottoposto a una rigorosa serie di eventi, tra cui esercitazioni militari, studi accademici e formazione del personale, culminati nell'esercitazione Steadfast Deterrence 24, durante la quale ha ricevuto la convalida come quartier generale dell'ARF. Il 1º luglio 2024, NRDC-ITA ha assunto formalmente il ruolo di Allied Response Force durante una cerimonia di stand-up a Solbiate Olona. Il 30 settembre 2024, per la prima volta, un contingente militare dell'ARF dell'NRDC-ITA è stato schierato nei Balcani occidentali per condurre l'addestramento, garantire la prontezza e sostenere la Forza per il Kosovo (KFOR) guidata dalla NATO.
Il quartier generale dell'ARF è supportato nelle sue operazioni da diversi Comandi di componenti di vari paesi della NATO, come la 1ª Divisione del Regno Unito, la 102ª Brigata di Sostegno Operativo del Regno Unito, il Comando Congiunto per le Operazioni Speciali della Spagna, l'ITMARFOR, il Gruppo di Supporto Logistico Congiunto, il Centro Spaziale della NATO e il Centro per le Operazioni Informatiche della NATO.